# Deuda externa ecuatoriana
La deuda externa ecuatoriana está compuesta de la deuda privada (contraída por particulares) y la deuda pública (contraída por el Estado) en Ecuador. Ha sido una preocupación constante en la historia nacional de Ecuador, desde los albores de su independencia a principios del siglo XIX. Los malos préstamos y las malas negociaciones fueron aumentando la deuda externa, que fue en muchos casos fruto de la corrupción ya que se desviaban recursos muy importantes a fines particulares. En 1999 desatendiendo necesidades básicas de la población ecuatoriana como la sanidad, la educación, la vivienda y otras infraestructuras necesarias para su desarrollo. Estas características hacen que pueda considerarse como deuda odiosa o ilegítima.
En 2015 la deuda pública agregada de Ecuador alcanzó el 33,83 % del PIB de Ecuador alcanzando los 30.756 millones de euros. Como cifra comparativa puede señalarse que la deuda pública externa de España supone en 2016 el 101 % del PIB en España llegando a 1.104.936 millones de euros. En 2017 la deuda pública de Ecuador alcanzó el 42,7% del PIB alcanzando los $ 43.106,5 millones. Actualmente, se adquirió una deuda por $ 3.000 millones, se trata de una nueva adquisición de deuda en un país que hasta noviembre suma una deuda agregada de $ 46.554,5 millones.

## Historia
La historia de la deuda externa ecuatoriana se inicia antes de que el Ecuador se constituyera en República. Es necesario distinguir en esta historia, dos fases, la primera es la deuda de la independencia, desde los inicios del siglo XIX. La segunda fase comprende el último cuarto del siglo XX, cuando Ecuador se convierte en un rico exportador de petróleo, lo que llevó a instalar la idea del boom petrolero, y continúa presente hasta la actualidad.
Durante los peores momentos del siglo XX es que la república del 
Ecuador tuvo que realizar enormes esfuerzos presupuestarios que si afectaron negativamente a su población. Para pagar las obligaciones del endeudamiento externo, el país debía cumplir ineludiblemente con las disposiciones de los organismos financieros internacionales como el Banco Mundial y el Fondo Monetario Internacional que siempre exigían planes de ajuste estructural lo que llevaba inevitablemente a priorizar las obligaciones financieras del Estado, en desmedro de las obligaciones sociales para el pueblo ecuatoriano. Para Eloy Alfaro la deuda es el Nudo gordiano de Ecuador ya que impedía el desarrollo económico y social lastrado por los programas de ajuste estructural (paquetazos económicos) provocados por el endeudamiento externo. El Presupuesto General del Estado a lo largo de la vida republicana ha destinado altos porcentajes —más del 50 % en muchos momentos de su historia—.

### SigloXIX

#### 1800-1830 Las primeras deudas: independencia de Ecuador y la Gran Colombia
A inicios del siglo XIX, los hijos de los españoles nacidos en América (criollos) eran marginados del poder político, por lo que se comenzaron a gestar las ideas libertarias del poder español. 
El proceso independentista requirió la formación y el mantenimiento de un ejército, lo que demandó la inversión de grandes cantidades de recursos económicos que se obtuvieron de aportes de la población y de préstamos externos.
En esa época eran potencias mundiales: Francia, Inglaterra y los Estados Unidos, quienes tenían sus propios intereses sobre las colonias españolas, Francia estaba en guerra con España, Estados Unidos interesado en posponer la libertad de los criollos y mestizos hasta que ellos pudieran beneficiarse y no Inglaterra, los ingleses interesados en disminuir el poderío español en América.
En estas circunstancias, el primer empréstito se lo hizo fue a Inglaterra inicialmente al 85% y en la práctica se lo hizo al 88.5%, con cobro de intereses por adelantado, por lo que gran parte de los recursos prestados se quedaron en el Viejo Continente, además Inglaterra aprovechó para vender, aumentando su poder político al influenciar en las nuevas economías de los países deudores que 
tuvieron que someterse al pago de onerosas deudas.
Además, mucho del armamento se compró a precios altos y luego se vendió como chatarra.
La deuda externa de la independencia, además de los empréstitos para las acciones libertarias; comprende también los recursos gestionados en Europa por Bolívar y los dirigentes colombianos para consolidar la independencia, proteger la agricultura y fomentar el desarrollo industrial de la naciente república de Colombia, esta es la “deuda inglesa”.
Al finalizar el año de 1822, en que se concretó la independencia de lo que había sido la Real Audiencia de Quito, y que posteriormente constituiría el territorio de la República del Ecuador, la deuda arrojaba los siguientes saldos:
| Deuda externa / capital     | 576.979 pesos, 40 centavos           |
| Intereses                   | 72.816 pesos, siete y cuartos reales |
| Por deuda interna / capital | 185.132 pesos, uno y medio reales    |
| Intereses                   | 72.731 pesos, un cuarto de real      |
| Total                       | 907.759 pesos, cinco y medio reales  |

Para 1830, año en que se produce la disolución de la Gran Colombia, la deuda inglesa estaba compuesta de la siguiente manera:
| Empréstito de 1822       | 2.000.000 libras esterlinas |
| Empréstito de 1824       | 4.750.000 libras esterlinas |
| Total                    | 6.750.000 libras esterlinas |
| Amortizado               | 124.050 libras esterlinas   |
| Saldo deudor por capital | 6.625.950 libras esterlinas |

Cuatro años más tarde se realiza el Convenio de Referencia en el que se establece que de cada 100 unidades de las deudas y acreencias de la antigua Colombia, corresponden a Nueva Granada 50, a Venezuela 28.5 y a Ecuador 21.5
| Nueva Granada | 3.312.975,00 libras esterlinas |
| Venezuela     | 1.888.395,25 libras esterlinas |
| Ecuador       | 1.424.579,25 libras esterlinas |
| Total         | 6.625.950,00 libras esterlinas |

Este reparto fue injusto si se considera que esta deuda fue contraída antes de la agregación del Ecuador a Colombia, y porque del valor de los empréstitos solo vinieron al Ecuador 16.000 pesos y la fragata Colombia. En diciembre de 1834 la delegación ecuatoriana no asiste a la reunión de reparto de la deuda de la independencia, debido a la inasistencia del Ecuador se le asigna el 21.5 por ciento de la misma equivalente a 22.230.631,64 pesos.

#### 1830-1896 Impagos, pagos, suspensión de Eloy Alfaro, recompra y pagos
De 1830 a 1854, el país vivió en moratoria (no pago de las obligaciones) con el mercado financiero internacional, en los primeros 65 años transcurridos desde su conformación como república independiente, sirvió su deuda apenas 16 años. Realizando enormes sacrificios pagó los intereses hasta 1869. En 1857 se firma el acuerdo Icaza-Pritchett para pagar la deuda Inglesa.
En falta con sus acreedores vivió hasta mayo de 1893, cuando volvió a servir la deuda hasta julio del año siguiente. Razón por la cual durante mucho tiempo del siglo pasado el país no fue objeto de crédito de la banca internacional. Esta situación hizo que Eloy Alfaro considerara la deuda inglesa como “Gordiana”, es decir, insoluble.
El 14 de marzo de 1896, Eloy Alfaro, Jefe Supremo de la República, emitió un decreto que en su artículo 1.º disponía: «Suspéndese el pago de la deuda externa hasta que se obtenga un arreglo equitativo y honroso con los tenedores de bonos».
Con el objeto de conseguir recursos en los mercados internacionales para la construcción del ferrocarril Guayaquil-Quito, el gobierno de Alfaro recompra deuda al 35 % de su valor nominal y así transformó gran parte de la deuda en bonos para esta empresa.
| Deuda externa para la construcción del ferrocarril del sur | US$ 17.289.816 |
| Acciones del ferrocarril                                   | US$ 12.283.000 |

### SigloXX

#### 1931-1958 Pago, moratoria y FMI
Hasta 1931 se logró mantener el servicio de la deuda, A partir de 1936 se mantuvo una situación de moratoria casi total hasta mediados de los años cincuenta. En 1958, cuando comenzaron a presentarse dificultades económicas el país se vio obligado a acercarse al Fondo Monetario Internacional, en busca de un crédito contingente o stand by.
En la medida en que se agudizaba la crisis económica con la consiguiente inestabilidad política, el Ecuador recurrió otra vez al apoyo financiero del FMI, contratando nuevos créditos, y el país tuvo de aceptar las recomendaciones fondomonetaristas y adecuarlas a su política económica.

#### 1970-1980 La paradoja de la exportación petrolera y el aumento de la deuda
A inicios de la década de los 70, el boom petrolero cambió substancialmente la estructura económica del país. A partir de 1972, la producción y comercialización externa del petróleo toman impulso. Las condiciones del mercado internacional propician una notable mejora en los términos de intercambio dado el constante incremento del precio del crudo en el mercado mundial, el cual, entre 1972 y 1980 ascendió de 2.5 a 35.2 dólares el barril.
Este período se da «durante el triunvirato militar encabezado por el vicealmirante Alfredo Poveda, empezó el endeudamiento agresivo de la Dictadura Militar, paradójicamente cuando nuestro país tenía una economía boyante, producto de la explotación y exportación petrolera».
A nivel internacional, los bancos árabes tenían gran acumulación de dólares «producto de la subida del precio del barril de petróleo (como consecuencia de la conformación de la OPEP), y no supieron qué hacer con el excedente monetario. En esa coyuntura, el asesor del Banco Central Saudita sugirió a los bancos árabes colocar sus fondos en bancos de los Estados Unidos».
Durante la primera mitad de la década existió un endeudamiento moderado debido a que la dictadura militar dispuso cautela para el endeudamiento externo, pero esta actitud cambió en la segunda mitad de los años 70 regida también por militares.
En 1975 se produjo un debilitamiento en la economía debido al incremento de las importaciones y limitaciones a las exportaciones petroleras, el gobierno adquirió nuevas deudas, lo que motivó el crecimiento desmesurado de la deuda.
| Año  | Deuda pública en millones de dólares | Deuda privada en millones de dólares |
| ---- | ------------------------------------ | ------------------------------------ |
| 1970 | 241.5                                | 12.2                                 |
| 1971 | 248                                  | 12.8                                 |
| 1972 | 324.6                                | 19.3                                 |
| 1973 | 366.2                                | 14.2                                 |
| 1974 | 277.2                                | 32.8                                 |
| 1975 | 456.5                                | 56.2                                 |
| 1976 | 635.8                                | 57.3                                 |
| 1977 | 1.173,8                              | 89.9                                 |
| 1978 | 1.818                                | 496.2                                |
| 1979 | 2.847.8                              | 706.3                                |

Entre 1970 y 1979 crece el endeudamiento público 12,41 veces, y el privado crece 57,89 veces; por lo tanto, crece la sangría de recursos hacia el exterior.
| Año  | Deuda total pública y privada (millones de dólares) | Servicio de la deuda (millones de dólares) | Deuda per cápita (dólares) | Deuda externa como % del PIB | Deuda externa como % de las exportaciones |
| ---- | --------------------------------------------------- | ------------------------------------------ | -------------------------- | ---------------------------- | ----------------------------------------- |
| 1970 | 242                                                 |                                            |                            | 15 %                         | 127.2 %                                   |
| 1971 | 261                                                 |                                            |                            | 16 %                         | 131 %                                     |
| 1972 | 344                                                 | 4.403                                      | 50,34                      | 18 %                         | 105.4 %                                   |
| 1973 | 380                                                 | 7.127                                      | 58,36                      | 15 %                         | 71.5 %                                    |
| 1974 | 410                                                 | 7.547                                      | 61,10                      | 11 %                         | 36.5 %                                    |
| 1975 | 513                                                 | 7.466                                      | 72,23                      | 12 %                         | 57.2 %                                    |
| 1976 | 693                                                 | 27.979                                     | 97,49                      | 13 %                         | 61.5 %                                    |
| 1977 | 1.264                                               | 44.743                                     | 172,72                     | 19 %                         | 88 %                                      |
| 1978 | 2.314                                               | 70.194                                     | 307,41                     | 30 %                         | 154.9 %                                   |
| 1979 | 3.554                                               | 131.446                                    | 458,98                     | 38 %                         | 163.6 %                                   |

Entre 1976 y 1979, el país vivió un endeudamiento agresivo tanto público como privado, aumenta la deuda y su servicio, como consecuencia de los nuevos endeudamientos para pagar lo anteriormente prestado. Aumenta también el endoso de la deuda a cada ecuatoriano/a , de 50,34 dólares en 1972 pasa a 458,98 en 1979, crece también la desatención a los servicios de salud, educación, vivienda y otros.
En el período de la Dictadura, la deuda externa pasó de 636 millones a 3530 millones de dólares.
Fuente: BCE: 75 Años de Información Estadística hasta el año 2001; Boletines mensuales, Boletín de deuda; Elaboración: CEIDEX.

##### Contexto de los años 70 que favorecieron el endeudamiento agresivo
1. La demanda de préstamos de los países empobrecidos y el mal uso de los recursos obtenidos, no son las únicas causas de los problemas del endeudamiento, también lo es la oferta de recursos financieros en los países desarrollados, especialmente en los Estados Unidos En los años 70 se produjo una afluencia masiva de eurodólares debido a los desbalances que provocó la guerra de Vietnam y la eliminación de la convertibilidad del dólar en oro, en agosto de 1971.
2. Crecimiento de los recursos financieros del Norte con los petrodólares, los cuales fueron orientados al sur a fin de lograr su utilización productiva.
3. Debido al incremento de las exportaciones petroleras el Ecuador se convierte en un atractivo sujeto de crédito para la banca y las empresas transnacionales.
4. Facilidades para adquirir deudas, a sola firma y con intereses bajos del 1 al 2 %.

##### Pago de la deuda inglesa
Para 1976, en la bonanza petrolera, y después de más de 160 años de su contratación inicial, el país termina de cancelar la deuda inglesa convertida luego en la del ferrocarril, cuando esta representaba 1.5 % del total, y su valor equivalía a 3.2 millones de dólares. Se cancela esta deuda pero se adquieren nuevas deudas con el Fondo Monetario Internacional.

##### La década de los 80
Los años ochenta se inician con cambios importantes de orden político y económico, estos son: el retorno en 1979 al régimen democrático y, el agravamiento de los desequilibrios económicos que venían acumulándose desde la década anterior.
A esto se sumó un contexto internacional desfavorable, caracterizado por: 
1. La moratoria de la deuda externa mexicana hol

la imposibilidad de pago de los compromisos financieros adquiridos por parte de los países en desarrollo, que determinaron el cierre del financiamiento externo para América Latina.
1. La elevación de las tasas de interés en el mercado internacional, los intereses de los préstamos convenidos en los años 70 al 1 y 2 % aumentan al 18 %, elevando el servicio de la deuda externa a niveles preocupantes.
2. la contracción del comercio internacional debido a la baja en los precios y demanda de productos primarios y, a restricciones al comercio por parte de Estados Unidos.
3. El debilitamiento del mercado petrolero.

Posteriormente a la crisis de 1982 la banca privada internacional y los organismos financieros internacionales, para evitar el colapso del sistema financiero internacional privado desplegaron mecanismos de préstamos que consistían en la concertación de paquetes de refinanciamiento anuales, junto con la provisión de nuevos créditos conocidos como «dinero fresco» destinados a cubrir el pago de intereses y la aplicación de estrictos programas de ajuste que serían supervisados por el Fondo Monetario Internacional como condición previa a la suscripción de nuevos acuerdos de reprogramación.
La deuda privada también crece excesivamente, en 1979 era de 706.3 millones de dólares, y llega hasta los 1.628.5 millones en 1982.
En 1983 el gobierno del Dr. Oswaldo Hurtado asume la deuda privada en dólares de los empresarios, banqueros y personas particulares, a cambio, éstos se comprometieron a pagar su equivalente en sucres al Instituto Emisor, a tasas de interés bajas, medida polémica en alto grado pues, le hacía blanco de las críticas a ultranza de sectores extremistas que miraban la medida fuera del complejo contexto económico que vivía el Ecuador y que no dejaba margen de maniobra. Cabe recalcar que dichos pagos nunca fueron efectuados y el Estado Ecuatoriano asumió enteramente la deuda de los empresarios.
Esta medida conocida como la «sucretización» representó la más grande transferencia de recursos del Estado al sector privado, realizado en medio de una de las más graves crisis económicas de nuestra historia. En el gobierno de León Febres Cordero, el plazo de pago en sucres al Banco Central se amplió de tres a siete años y se congelaron los intereses, así la deuda del estado frente a los acreedores crecía constantemente por la devaluación del sucre frente al dólar, mientras que para los empresarios esta deuda era cada vez más pequeña.
La violenta baja en el precio del petróleo en 1986 y el terremoto de marzo de 1987, determinaron que el Ecuador empiece a acumular atrasos en los pagos de la deuda externa bancaria, lo que significó la restricción de nuevos desembolsos externos por la suspensión del servicio de la deuda externa, hecho que incidió en la caída de su valor en el mercado secundario.
| Año  | Deuda pública en millones de dólares | Deuda privada en millones de dólares |
| ---- | ------------------------------------ | ------------------------------------ |
| 1980 | 3.530,2                              | 1.071,1                              |
| 1981 | 4.415,8                              | 1.452,3                              |
| 1982 | 5.004,3                              | 1.628,5                              |
| 1983 | 6.242,4                              | 1.138,3 (sucretización)              |
| 1984 | 7.368,8                              | 227.2                                |
| 1985 | 7.955,4                              | 155,3                                |
| 1986 | 8.977,5                              | 85,2                                 |
| 1987 | 10.233,3                             | 102.2                                |
| 1988 | 10.535,5                             | 133.3                                |
| 1989 | 11.365,9                             | 166.7                                |

El traspaso de la deuda externa privada a deuda externa pública determinó que ésta baje de 1.138,3 millones de dólares en 1983 a 227,2 millones de dólares en 1984.
| Año  | Deuda total pública y privada (millones de dólares) | Servicio de la deuda (millones de dólares) | Deuda per cápita (dólares) | Deuda externa como % del PIB | Deuda externa como % de las exportaciones |
| ---- | --------------------------------------------------- | ------------------------------------------ | -------------------------- | ---------------------------- | ----------------------------------------- |
| 1980 | 4.601,3                                             | 143.227                                    | 577,95                     | 39 %                         | 183.6 %                                   |
| 1981 | 5.868,1                                             | 206.427                                    | 717,10                     | 42 %                         | 230.9 %                                   |
| 1982 | 6.632,8                                             | 234.484                                    | 788,76                     | 50 %                         | 296.4 %                                   |
| 1983 | 7.380,7                                             | 179.734                                    | 854,46                     | 66 %                         | 331.6 %                                   |
| 1984 | 7.596                                               | 196.224                                    | 856,54                     | 66 %                         | 289.9 %                                   |
| 1985 | 8.110,7                                             | 243.359                                    | 891,39                     | 68 %                         | 279.2 %                                   |
| 1986 | 9.062,7                                             | 256.693                                    | 971,39                     | 86 %                         | 414.6 %                                   |
| 1987 | 10.335,5                                            | 407.026                                    | 1.080,95                   | 109 %                        | 535.7 %                                   |
| 1988 | 10.668,8                                            | 198.708                                    | 1.102,87                   | 117 %                        | 486.4 %                                   |
| 1989 | 11.532,6                                            | 342.951                                    | 1.149,96                   | 119 %                        | 489.9 %                                   |

La deuda crece y también los pagos, y los y las ecuatorianas vemos aumentar nuestra participación en la deuda, de 577,95 dólares por persona en 1980 a 1.149,96 dólares en 1989. Y continuamos pagando y seguimos debiendo cada vez más.

#### 1990-1999 Especulación sin límites: 3/4 partes de los ingresos nacionales para pagar la deuda
En el año 1987, el gobierno del Ecuador tenía un atraso en los pagos que alcanzó al 7 % del total de la deuda y en 1990 el porcentaje de atraso llegó al 25 %. El país no tenía recursos, al igual que otros países latinoamericanos, entonces la banca acreedora propuso en mayo de 1989, la aplicación del Plan Brady como mecanismo de reducción voluntaria de deuda atrasada, y así salvar a los bancos acreedores que tenían pocas posibilidades de cobrar los préstamos y además en los mercados de valores los títulos de la deuda no se vendían ni al 15 % de su valor nominal, situación que pudo ser aprovechada para renegociar la deuda a los valores del mercado, pero no se hizo así sino que se revivió la deuda.
En 1994, el Ecuador acepta el Plan Brady, en el gobierno de Sixto Durán-Ballén, Alberto Dahik y Ana Lucía Armijos, la deuda alcanzó los 13.758 millones de dólares, de los cuales 6.990 estaban vencidos.
Con este Plan Brady, el Banco Central intercambia deuda vieja devaluada por deuda nueva al emitir de títulos de deuda garantizados con Títulos del Tesoro de los Estados Unidos que también fueron comprados con préstamos de organismos financieros internacionales. El 52 % de la deuda externa se convierte en bonos Brady, cada bono valía 250.000 dólares el pago del capital se lo haría en 30 años plazo (en el año 2025 pagaríamos todo), los intereses se pagaban en febrero y agosto de cada año (160 millones de dólares cada semestre) , estas condiciones de pago originaron , que los especuladores de divisas (bancos y personas particulares) aprovechen la situación , aumenten la cotización del dólar , para ganar dinero fácilmente perjudicando a la economía nacional. 
En esta negociación también se incluyeron 1600 bonos que correspondían a la deuda externa privada de los empresarios y banqueros. Además este Plan incluye la prohibición de que el gobierno recompre deuda a valores bajos, si quiere recomprar tiene que ser a la par (valor nominal).
| Año  | Deuda pública en millones de dólares | Deuda privada en millones de dólares |
| ---- | ------------------------------------ | ------------------------------------ |
| 1990 | 12.052                               | 170                                  |
| 1991 | 12.629,5                             | 172,4                                |
| 1992 | 12.537                               | 258,2                                |
| 1993 | 13.025                               | 605,9                                |
| 1994 | 13.757,8                             | 831,6                                |
| 1995 | 12.378,9                             | 1.555,1                              |
| 1996 | 12.628                               | 1.958,1                              |
| 1997 | 12.579,1                             | 2.520,1                              |
| 1998 | 13.240                               | 3.159                                |
| 1999 | 13.372                               |                                      |

| Año  | Deuda total pública y privada (millones de dólares) | Servicio de la deuda (millones de dólares) | Deuda per cápita (dólares) | Deuda externa como % del PIB | Deuda externa como % de las exportaciones |
| ---- | --------------------------------------------------- | ------------------------------------------ | -------------------------- | ---------------------------- | ----------------------------------------- |
| 1990 | 12.222                                              | 480.359                                    | 1.190.75                   | 116 %                        | 448.7 %                                   |
| 1991 | 12.801,9                                            | 415.248                                    | 1.219.05                   | 111 %                        | 449 %                                     |
| 1992 | 12.795,2                                            | 468.630                                    | 1.191.27                   | 103 %                        | 412.5 %                                   |
| 1993 | 13.630,9                                            | 431.340                                    | 1.241.32                   | 94 %                         | 444.6 %                                   |
| 1994 | 14.589,4                                            | 611.122                                    | 1.300.19                   | 86 %                         | 379.4 %                                   |
| 1995 | 13.934                                              | 1.400.755                                  | 1.215.88                   | 77 %                         | 315.9 %                                   |
| 1996 | 14.586,1                                            | 828.752                                    | 1.246.89                   | 76 %                         | 298.3 %                                   |
| 1997 | 15.099,2                                            | 1.363.605                                  | 1.264.91                   | 75 %                         | 290.9 %                                   |
| 1998 | 16.204.3                                            | 1.312.347                                  | 1.330.95                   | 76 %                         | 395.1 %                                   |
| 1999 | 16.700                                              | 1.344.85                                   |                            | 114 %                        |                                           |

Es el año 1999, el peor de la crisis, el servicio de la deuda abarca las tres cuartas partes de los ingresos corrientes del Estado, es decir, de los impuestos recaudados y de los ingresos del petróleo.

### SigloXXI

#### Endeudamiento externo 2000-2008
La deuda externa total presenta una tendencia progresivamente descendente a partir de 2000, asociada a la reducción de deuda externa pública más que al comportamiento de la deuda privada. El sector público en los últimos años se ha convertido en un amortizador neto de deuda externa (mayores amortizaciones que desembolsos). La Deuda Externa Pública totalizó USD 12,052 millones en 1990 equivalente a 108.1 % del PIB, uno de los porcentajes más altos desde los años 70 que comprometía más de los recursos que la economía generaba. 
Dado el deterioro de la economía nacional y el incumplimiento en el pago de las obligaciones externas, la deuda que el país mantenía con los tenedores de Bonos Brady y Eurobonos fue renegociada en el año 2000 a través de la emisión de Bonos Global con vencimiento a 12 y 30 años. Se emitieron USD 3,950 millones en bonos Globales y el descuento promedio ascendió al 40 % del monto nominal original. Un 98.6 % de los tenedores ofrecieron sus títulos en el canje. Esta operación redujo el valor nominal de la deuda y se logró colocar bonos en plazo más largo y en mejores condiciones financieras a las originalmente determinadas. En el año 2000 se concretó la renegociación de la deuda pública que se mantenía con los distintos gobiernos del Club de París, bajo los términos de Houston aplicados a los países de ingresos medios y bajos. En el marco del acuerdo se logró diferir en un plazo de 5 años los atrasos de capital e intereses (incluidos 3 años de gracia) sobre la deuda no elegible y los intereses de mora. León Febres-Cordero denunció a Gustavo Noboa y su equipo económico por esta renegociación y porque el Decreto Ejecutivo que lo permitía disponía el uso de los nuevos bonos exclusivamente para ser canjeados por los bonos anteriores, pero su equipo económico compró parte de esa emisión para el Banco del Pacífico, banco privado local con capital estatal.
En 2001 se realizó la reestructuración de las obligaciones comerciales contraídas por los bancos ecuatorianos que estaban en “saneamiento cerrado” en poder de la AGD y que fueron garantizadas por el gobierno del Ecuador, a través del Acuerdo Barclays. Dados los procesos de reestructuración de la deuda y el crecimiento de la economía a partir del año 2000, la relación deuda externa pública/PIB muestra una tendencia descendente pasando de 69.6 % en 2000 a 29.4 % en el año 2005. 
Cabe destacar que en diciembre de 2005 el Ecuador reingresa nuevamente a los mercados internacionales a través de la colocación de USD 650 millones en Bonos Global con vencimiento en el año 2015. En el año 2006 se llevó a cabo la recompra de una parte de los Bonos Global 2012 en el marco de un proceso de reingeniería de la deuda que buscaba mejorar el perfil de vencimientos de la deuda pública y canjear deuda onerosa por deuda más barata. 
En cuanto al endeudamiento por parte del sector privado, este empieza a tomar mayor representatividad a partir de 1995, año en que alcanza el 7.7 % del PIB y llega hasta el 15.2 % en 1999. A partir de 2000 se observa un incremento importante de esta deuda, llegando a representar en 2002, el 19.8 % del PIB. A fines de 2009 la deuda privada representó alrededor del 11.6 % y alrededor del 44 % de las exportaciones.

#### 2008; Rafael Correa: auditoría a la deuda y calificación de deuda odiosa de Ecuador
Rafael Correa, Ministro de Economía y Finanzas en 2005 ya consideró que el 80 % del dinero obtenido por el petróleo ecuatoriano debía destinarse a la población y solamente el 20 % al pago de la deuda, ante las amenazas del Banco Mundial dimitió como ministro alegando que no iba a someterse al mandato del Banco Mundial.
En 2008, ya como Presidente de Ecuador, Rafael Correa declaró que la deuda contraída por Ecuador era una deuda ilegítima, odiosa e inconstitucional que obligaba a destinar más del 50 % de los recursos económicos del estado a pagar la deuda. Correa manifestó: Lo primero es la vida, después la deuda. El gobierno de Rafael Correa tuvo que enfrentarse a las amenazas del Banco Mundial y del Fondo Monetario Internacional, expulsó a los enviados del FMI del Banco Central de Ecuador, creó un Comité de Auditoría , y con la participación de economistas, abogados y representantes de organizaciones sociales tanto de Ecuador como internacionales, que concluyó que una gran parte de la deuda de gobiernos anteriores era ilegítima, especialmente los contratos de deuda del año 2000. El informe fue trasladado tanto al gobierno como a los ciudadanos de Ecuador.
El Gobierno de Rafael Correa declaró el cese de pagos del 70 % de la deuda de Ecuador en bonos. Ante el cese de pagos los acreedores o tenedores de la deuda de Ecuador sacaron al mercado, con valores muy bajos —sobre el 20 % de su valor—, los bonos de deuda ecuatoriana. Ecuador, de forma secreta, utilizó 800 millones de dólares para comprar 3.000 millones de su propia deuda lo que supuso una reducción de su deuda real y de los intereses lo que pudo suponer un ahorro de unos 7.000 millones de dólares para Ecuador.
Hasta el primer semestre del año 2016 el actual gobierno alcanzaría una deuda externa de $37.000 millones. Los expertos en economía proyectan un pago anual de $3.300 millones para lograr liberarse de esta deuda. Ecuador mantiene una deuda interna de $12.000 millones dentro de la cual está el IESS, con un valor de $7.000 millones.

#### Endeudamiento externo durante Correa

##### Declaración de deuda
En el año 2009 se empezó un proceso de renegociación de la deuda pública comercial y el 20 de abril se anunció a los tenedores de Bonos 2012 y 2030 que, bajo el procedimiento de una subasta holandesa modificada, el Ecuador estaría dispuesto a establecer un precio mínimo de 30 centavos de dólar por cada bono, indistintamente de su denominación incluyendo los intereses. El 3 de junio, una vez cerrada la subasta, el país retiró el 91 % de la deuda representada en los bonos 2012 y 2030, la misma que, en su conjunto, a fines de diciembre de 2008 alcanzaba USD 3,241 mil.  

##### Deuda con organismos internacionales
Al analizar el endeudamiento externo público por acreedor, se observa una recomposición del mismo, la deuda con los organismos internacionales a diciembre de 2009 representa el 66 % del total, dentro de éste se observa un mayor endeudamiento con el Banco Interamericano de Desarrollo (BID) y la Corporación Andina de Fomento (CAF).  
En septiembre de 2016, el gobierno de Correa obtuvo $364 millones del Fondo Monetario Internacional para afrontar gastos producto del terremoto de Manabí de 2016.

##### Deuda con mercados internacionales
De otro lado, se destaca la disminución de la deuda mantenida en Bonos (Brady) que alcanzó el 48 % del total de la deuda a diciembre de 1996 y pasó a 14 % a fines de 2009 como consecuencia de la renegociación de los Bonos Global a 12 y 30 años plazo ya mencionada. 
Entre 2014 y 2017, Ecuador concurrió varias veces al mercado internacional para ofrecer bonos de deuda externa 11.740 millones.

##### Deuda mediante preventas de petróleo a China y Tailandia
Durante la presidencia de Rafael Correa, Ecuador obtuvo varias deudas de bancos de desarrollo chino:
- Cuatro créditos con Eximbank de China que financiaron cuatro proyectos: Coca-Codo Sinclair, Paute-Sopladora, Minas-San Francisco y Línea de transmisión de 500 kW, que a julio de 2020 sumaban 5.431 millones.[14]
- Preventas de petróleo contratadas entre EP Petroecuador y tres empresas asiáticas: Petrochina, Petrotailandia y Unipec por $10.500 millones.[15] El precio del barril se fijaba en función de precios internacionales más el costo del transporte. No se impide vender el crudo adquirido a terceros, por lo que puede prestarse a intermediación.[16]

Se calcula que entre 2011 y 2022, Ecuador ha vendido 291 millones de barriles de petróleo a China.

#### Deuda externa durante el mandato de Lenín Moreno
Durante la presidencia de Lenín Moreno se realizaron varias emisiones de bonos en mercados internacionales, se negoció un acuerdo de financiamiento con el Fondo Monetario Internacional por $4.200 millones y se renegoció los contratos de preventa petrolera.

##### Servicio Ampliado del Fondo (SAF) con el Fondo Monetario Internacional
El 11 de marzo de 2019, Ecuador accedió a su decimotercer acuerdo de financiamiento con el FMI. En la historia, se han incumplido 10 de 13 acuerdos. Los créditos del FMI como parte del acuerdo de facilidad extendida durante el gobierno de Moreno suman $5.899 millones:
- $652 millones entregados en marzo de 2019
- $251 millones entregados en junio de 2019.
- $498 millones entregados en diciembre de 2019.
- $498 millones entregados en mayo de 2020.
- $2.000 millones entregados en octubre de 2020.
- $2.000 millones entregados en diciembre de 2020.

En septiembre de 2020, Ecuador accedió a una renovación del acuerdo de financiamiento con el FMI por $6500 millones a ser desembolsados durante 27 meses y sujetos a cumplir seis condiciones:
1. Alcanzar un superávit global del sector público no financiero del 0,6% en el 2022.
2. Alcanzar, paulatinamente, un nivel de deuda sobre el producto interno bruto (PIB) menor al 57% para el 2025.
3. Mejorar la transparencia en las auditorías del Banco Central y fortalecer su autonomía.
4. Luchar incansablemente contra la corrupción, tal como lo hemos venido haciendo, a través de una legislación que criminalice esos actos que tanto daño nos hacen dentro y fuera del país.

Este crédito tiene una tasa de 2,9%, se deberá pagar en 10 años y tiene cuatro años de gracia.
Otros $650 millones serán prestados por el Banco Mundial, Banco Interamericano de Desarrollo, Corporación Andina de Fomento y los bancos chinos.

##### Deuda externa en el mercado
Tras la pandemia por coronavirus, el gobierno renegoció la deuda externa de bonos para pagarlos hasta 2040, en lugar de hasta 2030, así como la deuda con China adquirida en el período anterior consistente en reprogramar a futuro pagos que suman $417 millones y una ampliación del financiamiento con el FMI y otros organismos internacionales por $6500 millones. La renegociación significó una nueva emisión de bonos, en reemplazo de los anteriores, por $16.500 millones.

##### Endeudamiento con la República Popular China
El 31 de agosto de 2020, el Comité de Deuda y Financiamiento dispuso una operación de crédito por hasta $1.400 millones con Banco ICBC de China, atada a una venta de crudo. Las tasas de interés de esta operación son de entre 9,43% y 9,83%.
El miércoles 7 de octubre de 2020, el nuevo Ministro de Finanzas, Mauricio Pozo, anunció que espera recibir un préstamo de $500 millones proveniente del Banco Mundial y $1800 millones de bancos chinos.

#### Deuda externa durante la administración de Guillermo Lasso
Guillermo Lasso ha mantenido las fuentes de financiamiento externo e interno.
Duplico dicha deuda.

##### Servicio Ampliado del Fondo (SAF) con el Fondo Monetario Internacional
La administración de Guillermo Lasso continuó con el cumplimiento de las condiciones de financiamiento establecidas en un acuerdo con el Fondo Monetario Internacional. El 14 de diciembre de 2022, el Directorio Ejecutivo del FMI dio por cumplido el acuerdo y autorizó el desembolso final del programa de financiamiento, por $ 700 millones (o su equivalente en derechos especiales de giro).

##### Deuda externa en el mercado
La administración de Guillermo Lasso no ha emitido deuda en el mercado internacional. El 12 de octubre de 2022, en una entrevista televisiva, Guillermo Lasso anunció una recompra de un tramo de la deuda externa. El anuncio presidencial prevía financiar la recompra con recursos provenientes de canje de deuda por conservación, a propósito de la conformación del área cuatri nacional de protección marítima Hermandad.
En septiembre de 2022, tras el anuncio de la renegociación de la deuda china, Ecuador vio reducir su índice "riesgo país" en 77 puntos y agencias especializadas prevén que no se requiera adquirir deuda en el mercado exterior durante 2023.

##### Endeudamiento con la República Popular China
Guillermo Lasso asistió a la inauguración de los juegos olímpicos de invierno en Beijing, donde planteó separar la deuda china de la venta anticipada de petróleo.
Entre abril y junio de 2022, Petrochina y Petroecuador han iniciado negociaciones para ampliar los plazos de la deuda china, relacionada con las preventas petroleras suscritas en 2011 y 2016, que establecían el compromiso de Ecuador de entregar 192 cargamentos navieros de petróleo, que representan 69,1 millones de barriles de petróleo.
El 9 de septiembre de 2022, Petroecuador y Petrochina suscribieron tres contratos complementarios para actualizar las condiciones de entrega del crudo. El refinanciamiento con el Banco de Desarrollo de China (China Development Bank) asciende a $1.395 millones, y el refinanciamiento con el Banco de Exportación e Importación de China (EximBank China) representa $1.832 millones. El gobierno ecuatoriano valora que se haya ampliado el plazo de pago de ambos esquemas de crédito, hasta 2027 el primero; y hasta 2032 el segundo. El gobierno ecuatoriano estima una reducción de $ 745 millones en pagos a China Development Bank hasta 2024 y se calcula en $ 680 millones las reducciones en pagos a Eximbank China hasta 2024. Adicionalmente, Eximbank China otorgó un período de 6 meses de gracia en 2022, con lo que se aliviana el peso de las obligaciones a pagar en los próximos años.
A julio de 2022, el saldo de la deuda ecuatoriana con China ascendía a $ 4.128 millones, y se le exigirían pagos por $ 1.406 millones hasta 2024, que es el 34% de la deuda. Si Ecuador fracasaba en la renegociación, hubiese enfrentado un hueco fiscal de $ 3.000 millones.
Entre 2022 y 2023, se liberarán 27 cargamentos de crudo, que se podrán vender en el mercado "spot", así como, se entregará 80 cargamentos de crudo a China, a precio "spot". El plazo de entrega se amplió: inicialmente los cargamentos debían entregarse hasta 2024, a razón de 10 cargamentos mensuales de 360.000 barriles cada uno, pero ahora el plazo vencerá en 2027, debiéndose entregar entre 3 y 4 cargamentos mensuales de 360.000 barriles. A partir de septiembre de 2022, durante los siguientes 20 meses, Ecuador entregará 80 cargamentos de petróleo, a razón de cuatro por mes. Como resultado de esta ampliación de plazo, el Ecuador destinará en 2022, el 60% de su producción petrolera a las preventas con China. El porcentaje irá reduciendo hasta representar 8% de su producción en 2027. Para comparar, en 2021, el 78% de la producción petrolera ecuatoriana estaba destinada a las preventas suscritas entre 2011 y 2016.
En la renegociación se cambió la fórmula de cálculo del precio del barril de petróleo, que se estima resulta en un mejor precio para Ecuador en 40 centavos por barril. Además, en esta renegociación se establece la obligación de China de vender, al menos, el 30% su volumen adquirido en refinerías ubicadas en Asia, para evitar que China venda petróleo ecuatoriano en Occidente.